# Erste Abwicklungsanstalt

Ehemaliges Logo

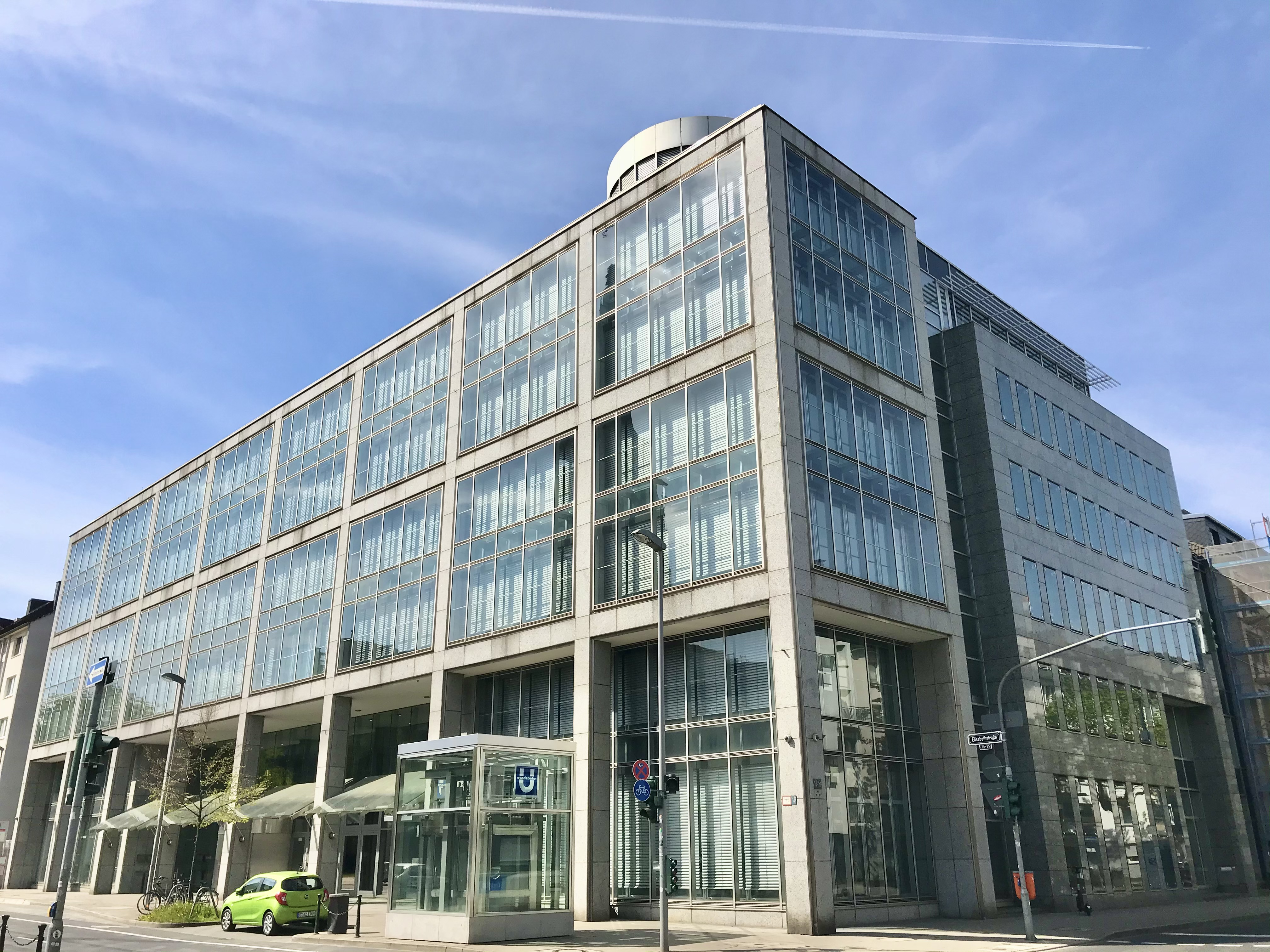
Erste Abwicklungsanstalt (EAA) – Zentrale in Düsseldorf

Die Erste Abwicklungsanstalt (EAA) ist eine teilrechtsfähige Anstalt des öffentlichen Rechts innerhalb der Bundesanstalt für Finanzmarktstabilisierung (FMSA). Ihren Hauptsitz hat die EAA im Stadtteil Unterbilk am Finanzplatz Düsseldorf.

## Aufgabe
Die EAA hat die Aufgabe, Risikopositionen und nicht fortzuführende Geschäftsbereiche der WestLB AG zu übernehmen und langfristig so wertschonend abzuwickeln, dass das Verlustrisiko möglichst klein ist. Die EAA wurde am 11. Dezember 2009 von der Bundesanstalt für Finanzmarktstabilisierung (FMSA) errichtet. Die EAA ist nach eigenen Angaben keine Bad Bank, wird aber gelegentlich so bezeichnet und erfüllt sowohl materiell als auch formell die Voraussetzungen einer Bad Bank. Die EAA ist eine öffentlich-rechtliche Abwicklungsanstalt und als solche ist sie weder ein Kreditinstitut im Sinne des § 1 Kreditwesengesetz noch betreibt sie erlaubnispflichtige Bankgeschäfte im Sinne der EU-Richtlinie 2006/48/EG vom 14. Juni 2006. Zum Portfolio gehörten auch die Aktien der Westdeutschen ImmobilienBank, der früheren 100%igen Immobilienbanktochter der WestLB, diese konnte im Februar 2015 an die Aareal Bank verkauft werden.

## Struktur
Organe der Ersten Abwicklungsanstalt sind die Trägerversammlung, der Verwaltungsrat und der Vorstand.

### Träger und Trägerversammlung
Träger (auch als Beteiligte oder Haftungsbeteiligte bezeichnet) der Ersten Abwicklungsanstalt sind:
| Träger                                  | Beteiligungsquote |
| --------------------------------------- | ----------------- |
| Land Nordrhein-Westfalen                | 48,20 %           |
| Rheinischer Sparkassen- und Giroverband | 25,03 %           |
| Sparkassenverband Westfalen-Lippe       | 25,03 %           |
| Landschaftsverband Rheinland            | 0,87 %            |
| Landschaftsverband Westfalen-Lippe      | 0,87 %            |

Die Träger haben Verluste der Anstalt entsprechend ihrer Beteiligungsquote auszugleichen. Darüber hinaus trägt das Land NRW zu Gunsten der beiden Landschaftsverbände eine über seine Beteiligung hinausgehende, disquotale Haftung. Sie bilden die Trägerversammlung, die die Mitglieder des Verwaltungsrats ernennt und sie aus wichtigem Grund abberufen kann. Außerdem stellt die Trägerversammlung den Jahresabschluss der Anstalt fest.

### Verwaltungsrat
Der Verwaltungsrat besteht aus elf Mitgliedern, die von der Trägerversammlung auf Vorschlag der einzelnen Träger ernannt werden. Dabei steht dem Land Nordrhein-Westfalen das Vorschlagsrecht für fünf Sitze zu, den beiden Sparkassenverbänden für jeweils zwei und den beiden Landschaftsverbänden für jeweils einen.
Der Verwaltungsrat hat den Vorstand zu beraten und seine Geschäftsführung zu überwachen. Außerdem ist er für die Berufung der Vorstandsmitglieder zuständig und kann geschäftliche Entscheidungen von besonderer Bedeutung an sich ziehen.

### Vorstand
Der Vorstand führt die Geschäfte der Anstalt und vertritt sie nach außen. Er besteht aus Christian Doppstadt und Horst Küpker.

### Geschäftsentwicklung
Die Erste Abwicklungsanstalt übernahm am 1. Januar 2010 von der WestLB Vermögenswerte (Beteiligungen, Kredite, Wertpapiere) in Höhe von 77,5 Milliarden Euro (Erstbefüllung). Diese wurden bis Ende 2011 durch Abwicklung der Geschäfte und Verkäufe auf 51 Milliarden Euro reduziert. Der Risikopuffer aus Eigenkapital und Vorsorge belief sich zu diesem Zeitpunkt auf 3,9 Milliarden Euro und wurde vom Vorstand der Anstalt als ausreichend angesehen. Im Zuge der Aufspaltung der WestLB wurden der Ersten Abwicklungsanstalt zum 1. Juli 2012 weitere Vermögenswerte in Höhe von 124 Milliarden Euro übertragen (Nachbefüllung). Somit wurden im Rahmen von Erstbefüllung und Nachbefüllung insgesamt Vermögenswerte in einem Volumen von etwa 200 Mrd. Euro übernommen, die in den Berichten der EAA als „Bankbuch“ bezeichnet werden. Diese waren im September 2013 auf nominal 106,5 Mrd. Euro abgebaut; per 30. Juni 2015 betrug der Nominalwert 39,6 Mrd. Euro und per 30. September 2019 15,4 Mrd. €.
Daneben übernahm die Erste Abwicklungsanstalt Mitte 2012 von der WestLB einen Handelsbestand, der im Wesentlichen aus Derivaten bestand. Das ursprüngliche Volumen von 1.064 Mrd. Euro konnte per 30. Juni 2015 auf 384,7 Mrd. Euro und per 30. September 2019 weiter auf 147,2 Mrd. Euro reduziert werden und zum Jahresende 2019 auf 136,8 Mrd. Euro reduziert werden.
Das gesamte Portfolio sollte nach der Planung aus dem Jahr 2012 bis 2028 abgewickelt werden. Sowohl das Bankbuch als auch der Handelsbestand werden von der EAA zur Darstellung des Abbaus der Werte zu den Wechselkursen von 2011 bzw. 2012 berechnet. Die Werte zu aktuellen Wechselkursen weichen davon ab.
Nach veröffentlichten Geschäftsbericht 2020, wurde im Geschäftsjahr 2020 ein negatives Ergebnis der normalen Geschäftstätigkeit in Höhe von 1,9 Mio. Euro erzielt. Der Nominalwert des Bankbuches wurde im Geschäftsjahr 2020 um 2,2 Mrd. Euro abgebaut. Der verbliebene Nominalwert des Bankbuches zum Jahresende 2020 betrug 12,7 Mrd. Euro (Vorjahr 14,9 Mrd. Euro). Der Nominalwert des Handelsbestandes wurde im Geschäftsjahr 2020 um 42,2 Mrd. Euro abgebaut. Der verbliebene Nominalwert des Handelsbestandes zum Jahresende 2020 betrug 94,6 Mrd. Euro (Vorjahr 136,8 Mrd. Euro). Die Bilanzsumme verringerte sich zum 31. Dezember 2020 auf 32,2 Mrd. Euro (Vorjahr 37,8 Mrd. Euro).
Im Geschäftsjahr 2022 konnte die Erste Abwicklungsanstalt (EAA) ihre Bilanzsumme abermals reduzieren. Im Vergleich zum Vorjahr sank diese um rund 8,5 Milliarden Euro und beträgt nun 15,7 Milliarden Euro. Im Jahr 2018 lag die Bilanzsumme erstmalig unter 40 Milliarden Euro.